# Stenträsket (Degerfors socken, Västerbotten)
Stenträsket är en sjö i Vindelns kommun i Västerbotten och ingår i Umeälvens huvudavrinningsområde. Sjön har en area på 0,22 kvadratkilometer och ligger 204,3 meter över havet. Sjön avvattnas av vattendraget Pyttbäcken (Galtsjöbäcken).

## Delavrinningsområde
Stenträsket ingår i det delavrinningsområde (714825-166514) som SMHI kallar för Mynnar i Vindelälven. Medelhöjden är 227 meter över havet och ytan är 14,45 kvadratkilometer. Räknas de 3 avrinningsområdena uppströms in blir den ackumulerade arean 57,62 kvadratkilometer. Pyttbäcken (Galtsjöbäcken) som avvattnar avrinningsområdet har biflödesordning 3, vilket innebär att vattnet flödar genom totalt 3 vattendrag innan det når havet efter 120 kilometer. Avrinningsområdet består mestadels av skog (76 procent) och sankmarker (11 procent). Avrinningsområdet har 0,74 kvadratkilometer vattenytor vilket ger det en sjöprocent på 5,1 procent.